# Quercus auzandrii
Quercus auzandrii är en bokväxtart som beskrevs av Jean Charles Marie Grenier och Dominique Alexandre Godron. Quercus auzandrii ingår i släktet ekar, och familjen bokväxter. Inga underarter finns listade.